# Ciak d'oro 2006
La 21ª edizione dei Ciak d'oro si è tenuta il 15 giugno 2006 presso la sede di Roma dell'Arnoldo Mondadori Editore.

## Vincitori e candidati
I vincitori sono indicati in grassetto, a seguire gli altri candidati.

### Miglior film
- Il caimano di Nanni Moretti

### Miglior regista
- Nanni Moretti - Il caimano

### Migliore attore protagonista
- Silvio Orlando - Il caimano

### Migliore attrice protagonista
- Margherita Buy - Il caimano

### Migliore attore non protagonista
- Sergio Rubini - La terra
  - Giorgio Faletti - Notte prima degli esami
  - Michele Placido - Il caimano
  - Nanni Moretti - Il caimano
  - Neri Marcorè - La seconda notte di nozze

### Migliore attrice non protagonista
- Angela Finocchiaro - La bestia nel cuore
  - Ana Caterina Morariu - Il mio miglior nemico
  - Isabella Ferrari - Arrivederci amore, ciao
  - Jasmine Trinca - Il caimano
  - Marisa Merlini - La seconda notte di nozze

### Migliore produttore
- Angelo Barbagallo e Nanni Moretti - Il caimano
  - Nicola Giuliano, Francesca Cima e Domenico Procacci - La guerra di Mario
  - Fulvio Lucisano, Federica Lucisano e Giannandrea Pecorelli - Notte prima degli esami
  - Alessandro Passadore, Marco Manetti e Antonio Manetti - Piano 17
  - Riccardo Tozzi, Marco Chimenz e Giovanni Stabilini - Romanzo criminale

### Migliore opera prima
- Fausto Brizzi - Notte prima degli esami

### Migliore sceneggiatura
- Federica Pontremoli, Francesco Piccolo, Nanni Moretti - Il caimano
  - Antonio Capuano - La guerra di Mario
  - Sergio Rubini, Carla Cavalluzzi, Angelo Pasquini - La terra
  - Fausto Brizzi, Massimiliano Bruno, Marco Martani - Notte prima degli esami
  - Michele Placido, Giancarlo De Cataldo, Sandro Petraglia, Stefano Rulli - Romanzo criminale

### Migliore fotografia
- Pasquale Mari - Il regista di matrimoni e La passione di Giosuè l'ebreo
  - Fabio Cianchetti- La terra
  - Marcello Montarsi - Notte prima degli esami
  - Luca Bigazzi - Romanzo criminale e Il caimano
  - Gherardo Gossi - Texas

### Migliore sonoro
- Mario Iaquone - Romanzo criminale
  - Alessandro Zanon, Adriano Di Lorenzo - Il caimano
  - Gaetano Carito, Pierpaolo Merafino - Il mio miglior nemico
  - Bruno Pupparo, Andrea Dallimonti - La bestia nel cuore
  - Gianluca Costamagna, Maximilien Gobiet - Texas

### Migliore scenografia
- Paola Comencini - Romanzo criminale
  - Giancarlo Basili - Il caimano
  - Simona Migliotti - La seconda notte di nozze
  - Luca Gobbi - La terra
  - Beatrice Scarpato - Notte prima degli esami

### Migliore montaggio
- Esmeralda Calabria - Il caimano
  - Claudio Di Mauro - Il mio miglior nemico
  - Cecilia Zanuso - La bestia nel cuore
  - Giogiò Franchini - Texas
  - Clelio Benevento - Viva Zapatero!

### Migliore costumi
- Nicoletta Taranta - Romanzo criminale
  - Lina Nerli Taviani - Il caimano
  - Sergio Ballo - Il regista di matrimoni
  - Francesco Crivellini - La seconda notte di nozze
  - Monica Simeone - Notte prima degli esami

### Migliore colonna sonora
- Franco Piersanti - Il caimano
  - Pino Donaggio - La terra
  - Pivio, Aldo De Scalzi - Piano 17
  - Paolo Buonvino - Romanzo criminale
  - Nicola Tescari - Texas

### Miglior manifesto
- Il caimano

### Migliore film straniero
- La fabbrica di cioccolato di Tim Burton

### Ciak d'oro Mini/Skoda Bello & Invisibile
- La guerra di Mario di Antonio Capuano

### Ciak d'oro alla carriera
- Marisa Merlini